# Kottwitz von Aulenbach

Wappen der Familie in Siebmachers Wappenbuch

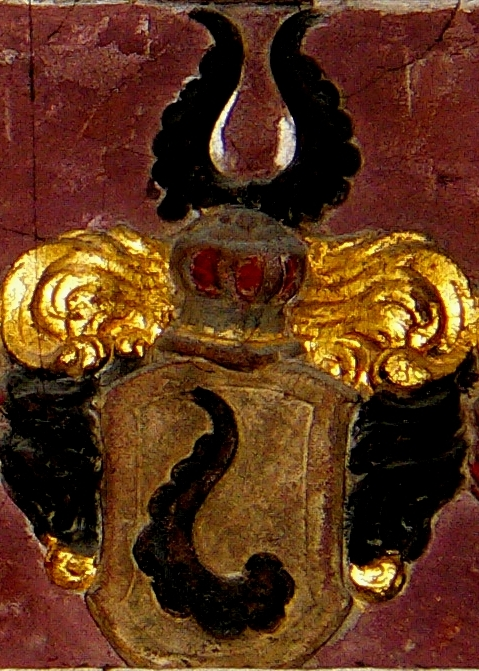
Vollwappen von einem Epitaph in der Kirche in Treis an der Lumda

Die Familie der Kottwitz von Aulenbach war ein fränkisches Adelsgeschlecht.

## Geschichte
Die Familie Kottwitz, gleichen Namens wie ihre Besitztümer, das schlesische Kotowice oder das böhmische Kottwitz, gilt vielfach als Familienstamm. Aus einer mährisch-schlesischen Abstammung heraus sollen sich die nach Westen strebenden Kottwitz zu der fränkischen Linie, Kottwitz von Aulenbach, entwickelt haben. Gegen diese These spricht, dass die frühesten bekannten Namensträger der Familie in Franken sich Kodebuz und später Kodewis nannten. Der Name ändert sich im 16. Jahrhundert in Kottwitz. Diese Namensänderungen lassen eine Abstammung von der gleichnamigen schlesischen Familie Kottwitz fraglich erscheinen. Siehe dazu die Geschichte der Adelsfamilie von Kottwitz aus ihrer frühen mährischen Abstammung.
Im Rahmen dieser Entwicklung führen sie ein Wappen, das auch die Geschlechter von Dürn, von Fechenbach und von Adelsheim innehaben. Aufgrund ihrer Besitzungen waren sie in den Ritterkantonen Odenwald und Rhön Werra vertreten. Im Würzburger Dom befindet sich ein Epitaph und eine Bronzeplatte des Geistlichen Johann Konrad Kottwitz von Aulenbach († 1610), in der Kirche St. Johannes der Täufer zu Mönchberg, im Glockenhaus, der Grabstein der 1605 verstorbenen Katharina von Aulenbach. In der Kirche von Urspringen stehen die Grabplatten der Eheleute Johann Philipp Georg Kottwitz von Aulenbach († 1697) und Anna Maria Kottwitz von Aulenbach, geborene von Dernbach († 1693). Sie waren die Eltern der Maria Sidonie Philippine von Sickingen geborene Kottwitz von Aulenbach. Mainzische Amtmänner stellte die Familie in Klingenberg am Main (siehe auch Clingenburg). Die Familie starb im 17. Jahrhundert im Mannesstamm aus. Besitznachfolger für das Gebiet- und Schloss Oberaulenbach wurde 1693 die Familie von Mairhofen, deren Linie sich dann als „Mairhofen von Aulenbach“ bezeichnete. Über Maria Sidonie Philippine Kottwitz von Aulenbach, seit 1697 verheiratet mit dem späteren kurpfälzischen Minister Johann Ferdinand von Sickingen (1664–1719), fielen auch viele Familiengüter an das Adelsgeschlecht von Sickingen. Hauptsächlich handelte es sich dabei um Würzburger Lehen, darunter Schloss und Ort Dingolshausen, Stadelhofen und Schloss Mühlbach bei Karlstadt.

## Wappen
Das Wappen zeigt in Silber ein schwarzes, senkrecht stehendes Steinbockshorn, die Spitze oben, das untere Ende kleeblattförmig. Die Helmzier besteht aus zwei schwarz-silbern geteilten Steinbockshörnern. Die Helmdecken sind schwarz-silbern. Das Wappen ist damit sehr ähnlich denen der Familien Fechenbach und Adelsheim.

## Galerie

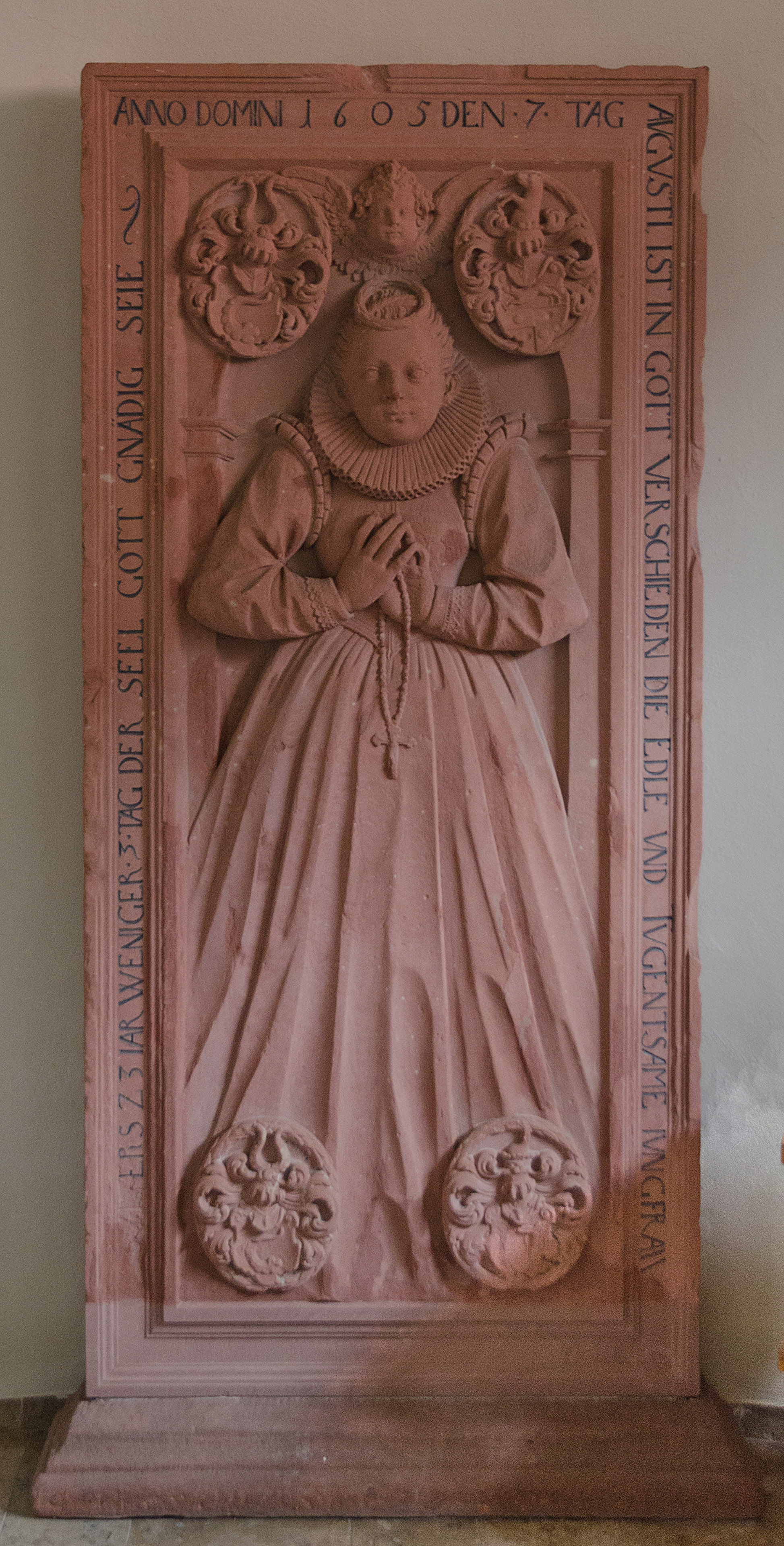
Grabplatte der Katharina von Aulenbach († 1605), Pfarrkirche St. Johannes der Täufer (Mönchberg)
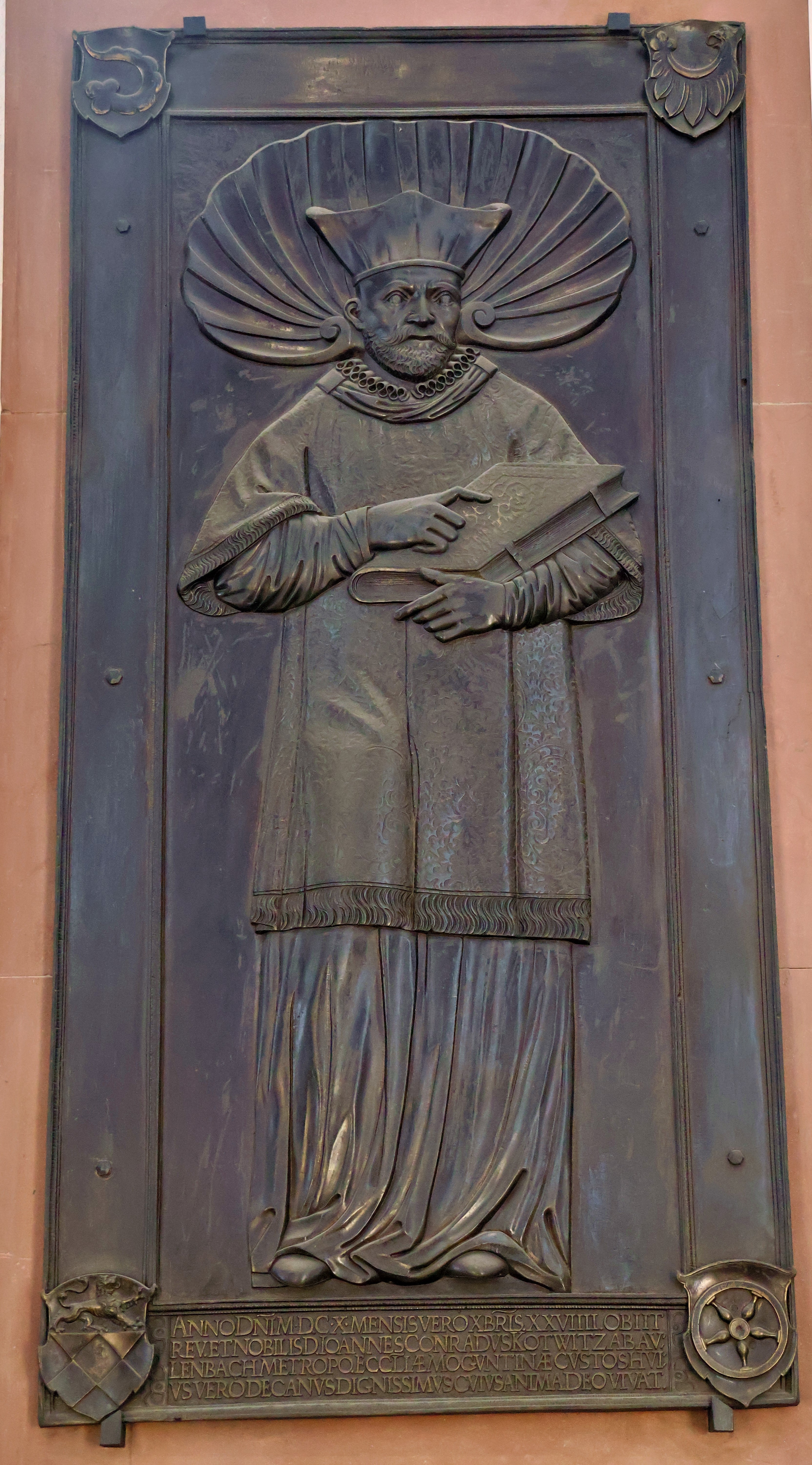
Grabplatte von Domdekan Johann Konrad Kottwitz von Aulenbach († 1610), Würzburger Dom
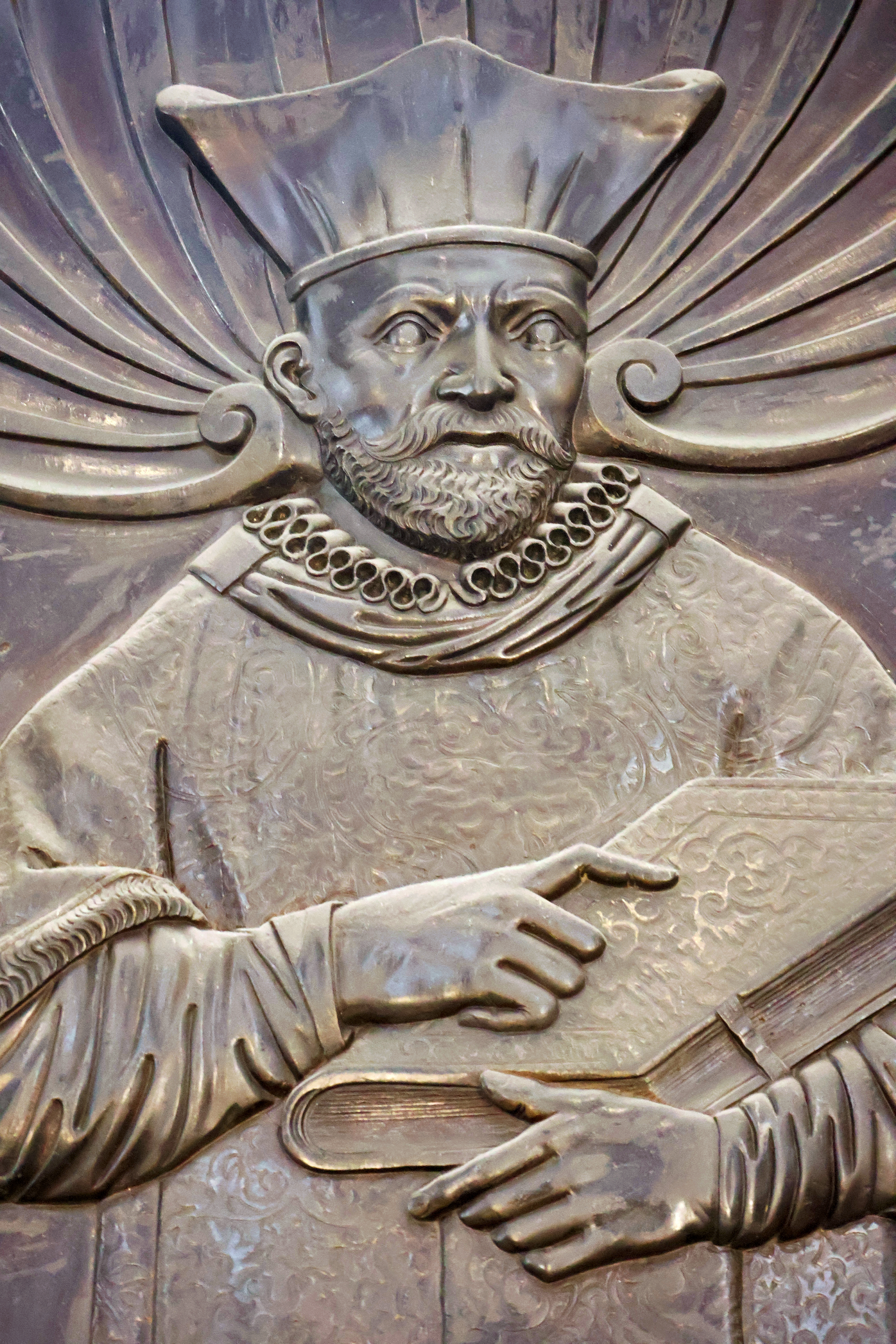
Darstellung des Domdekans auf seiner Grabplatte
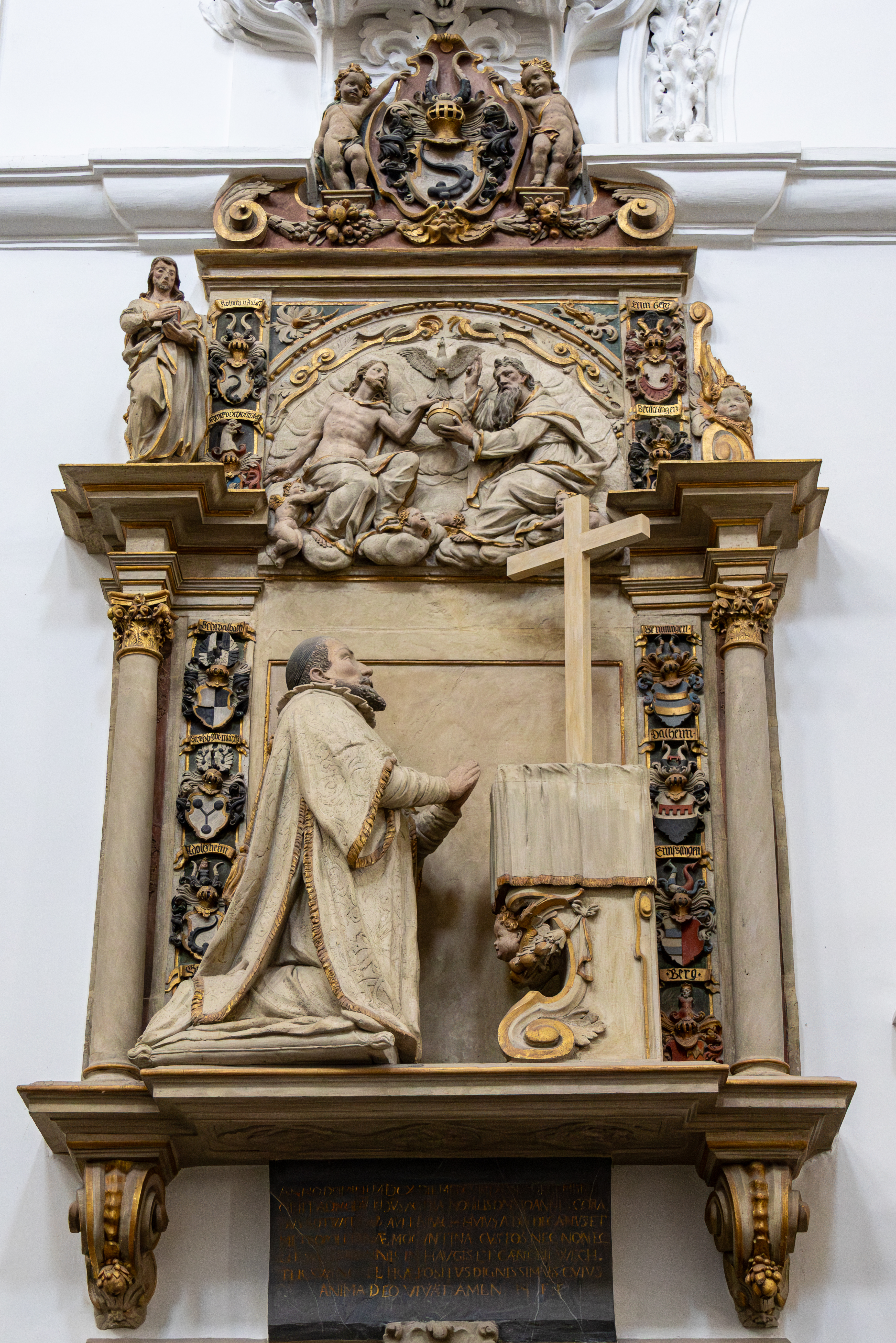
Epitaph für Johann Konrad Kottwitz von Aulenbach im Würzburger Dom
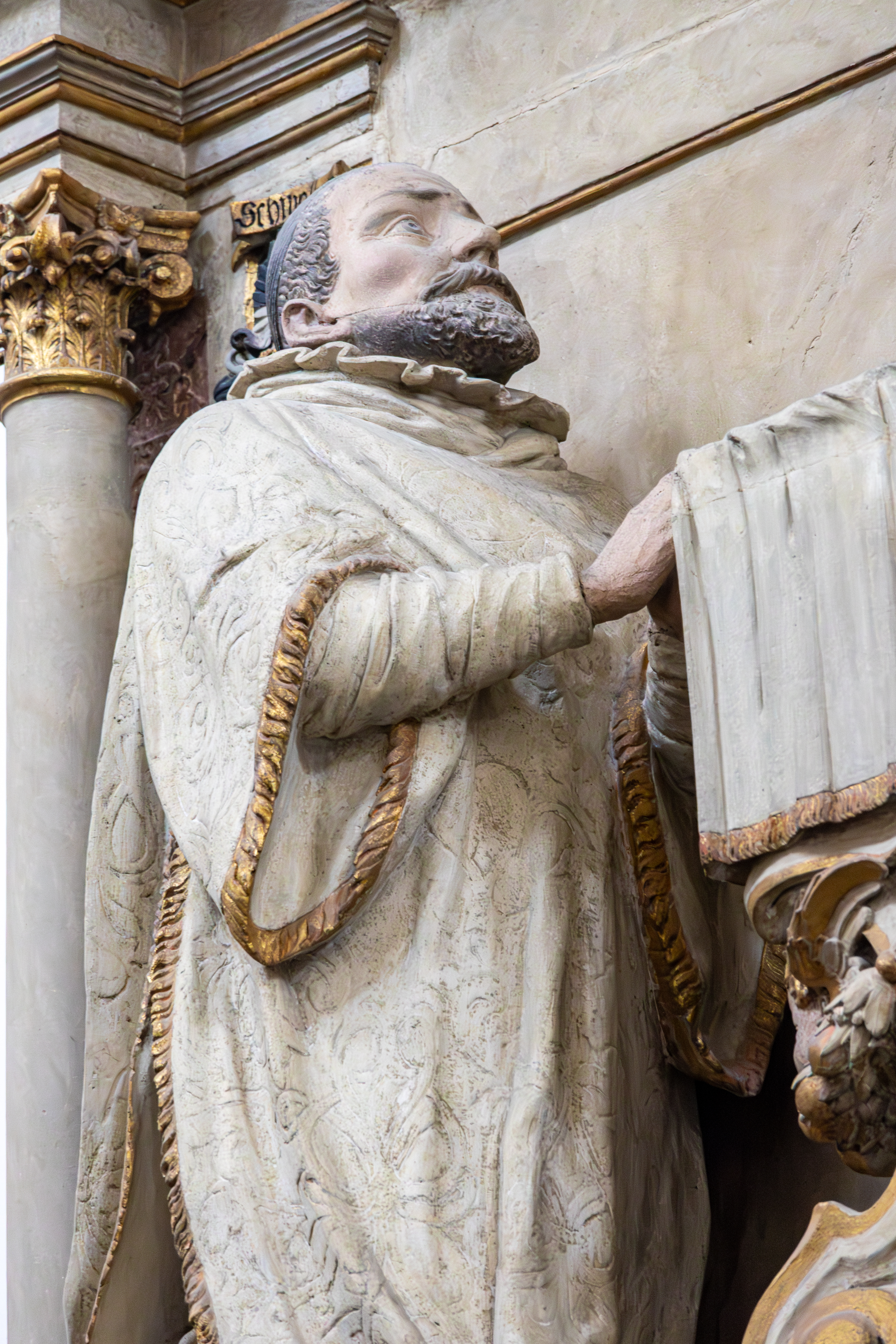
Darstellung des Domdekans auf seinem Epitaph
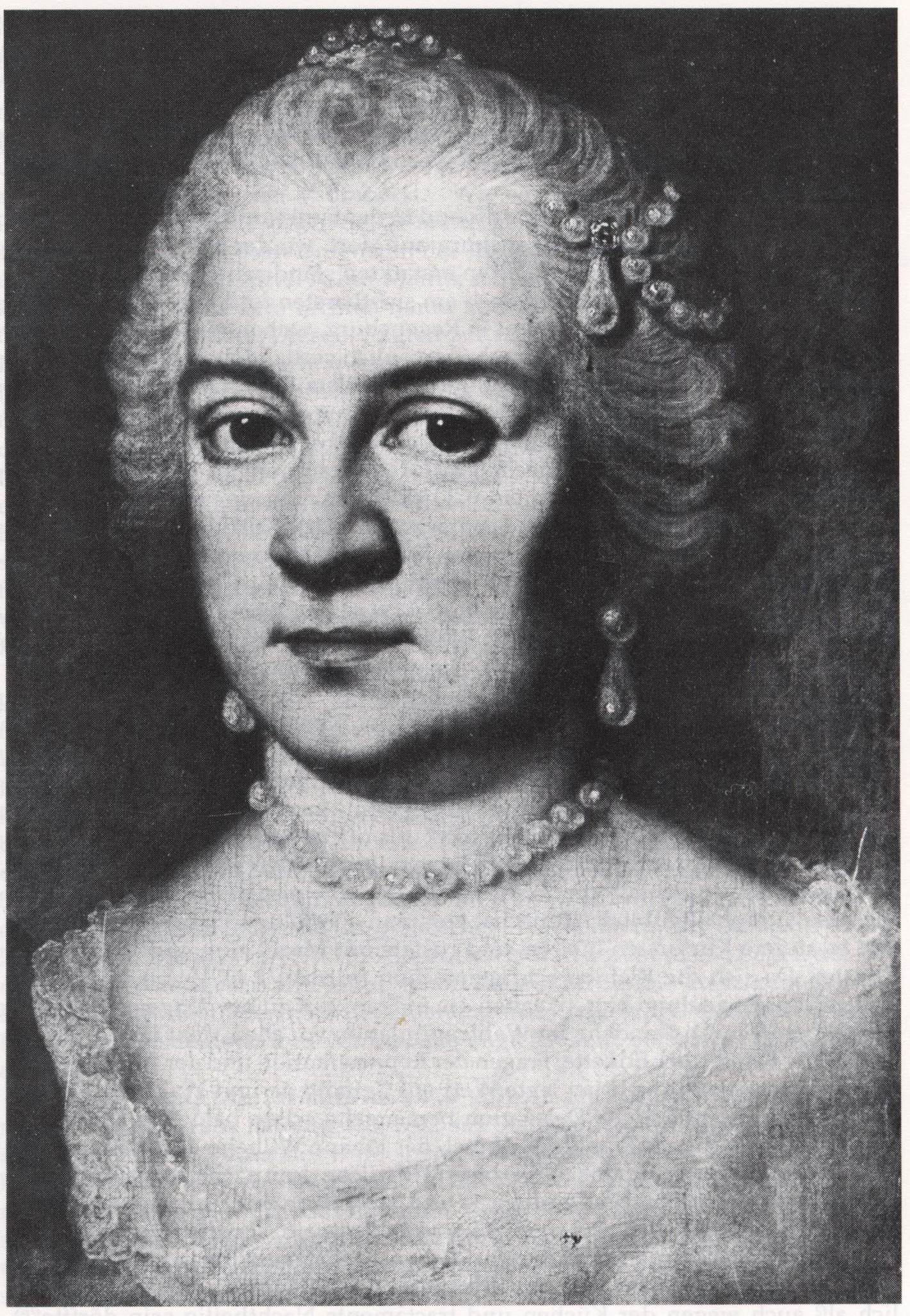
Maria Sidonie Philippine von Sickingen geborene Kottwitz von Aulenbach, Gattin des Ministers Johann Ferdinand von Sickingen